# Gustav Blancke
Gustav Blancke (* 15. Juni 1828 in Hückelhoven; † 5. Mai 1893 in Düsseldorf) war ein preußischer Landrat des Landkreises Koblenz und Geheimer Regierungsrat.

## Leben und Herkunft
Gustav Blancke war der Sohn eines Kaufmanns und Gutsbesitzers. Nach einem Studium der Rechtswissenschaften in Bonn und Heidelberg wurde er 1854 Auskultator in Koblenz. 1856 wurde er Regierungsreferendar bei der Regierung Koblenz und von August bis November 1859 war er auftragsweise Landrat des Landkreises Koblenz. 1862 wurde er Regierungsassessor bei der Regierung Koblenz und zuletzt war er Geheimer Regierungsrat bei der Regierung Düsseldorf, wo er 1891 in die Rente verabschiedet wurde.

## Familie
Der evangelische Blancke war seit 1877 verheiratet.